# Высокочувствительная сейсмографическая сеть
Высокочувствительная сейсмографическая сеть (яп. 高感度地震観測網), также известная как Hi-net — национальная японская сейсмографическая сеть, развёрнутая во всех префектурах страны с целью круглосуточного мониторинга сейсмической активности Национальным исследовательским институтом наук о Земле и предотвращения стихийных бедствий. Данные, необходимые для раннего предупреждения землетрясений, за что ответственно Японское метеорологическое агентство, посылаются на его (института) центральный дата-центр. Комитет по исследованию землетрясений (яп. 地震調査委員会) Главного управления по развитию изучения землетрясений определяет планы по наблюдению за сейсмической активностью. За быстрый анализ местоположения гипоцентра землетрясений, магнитуды, тензора сейсмического момента отвечает Система точного и быстрого анализа параметров источника землетрясения AQUA. Все собранные данные открыто доступны в Интернете и бесплатны для использования. На 2011 сеть насчитывала около 800 сейсмических станций по всей Японии.

## Техническая сторона
План по наблюдению:

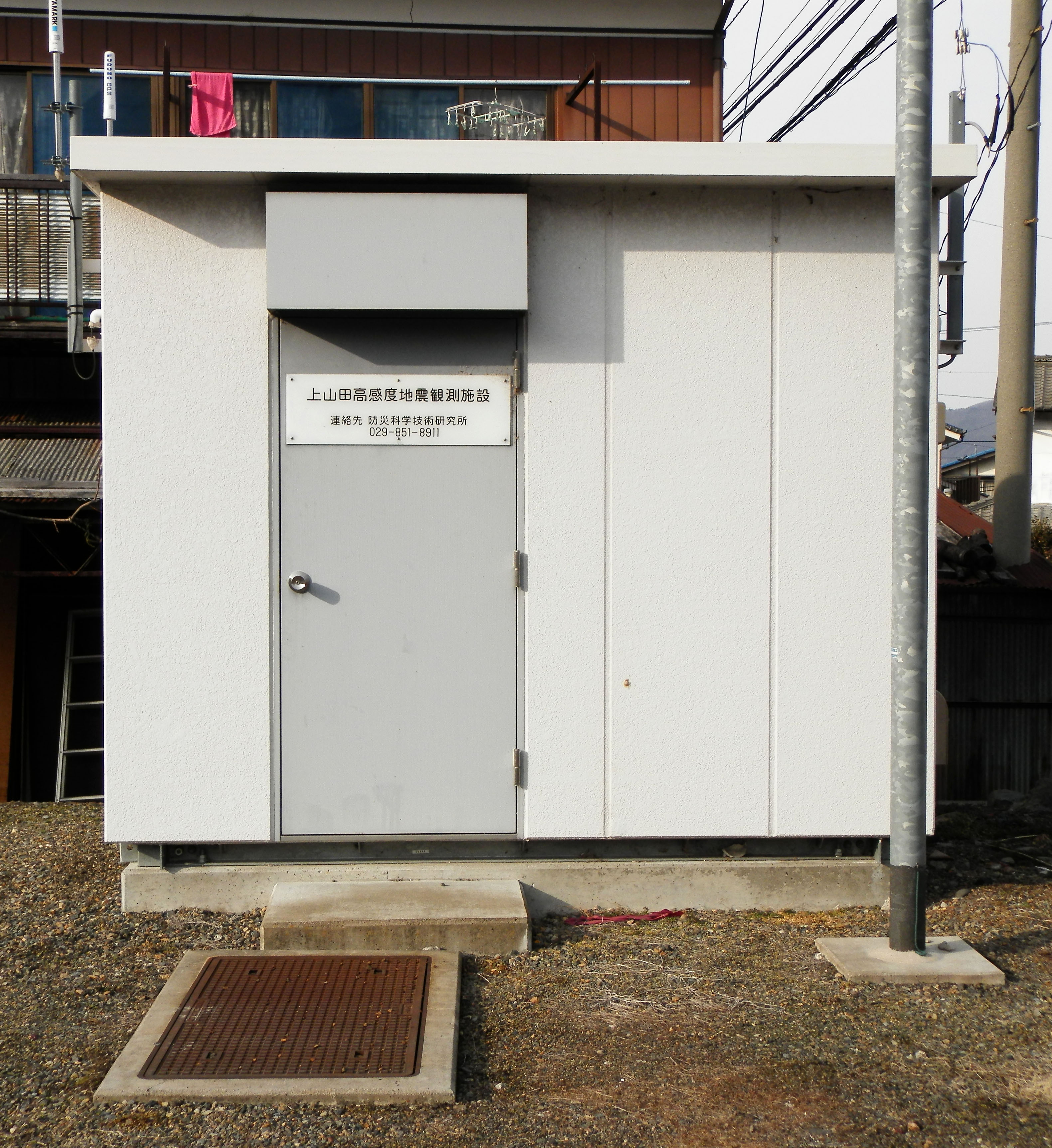
Наблюдательный пункт Камиямада

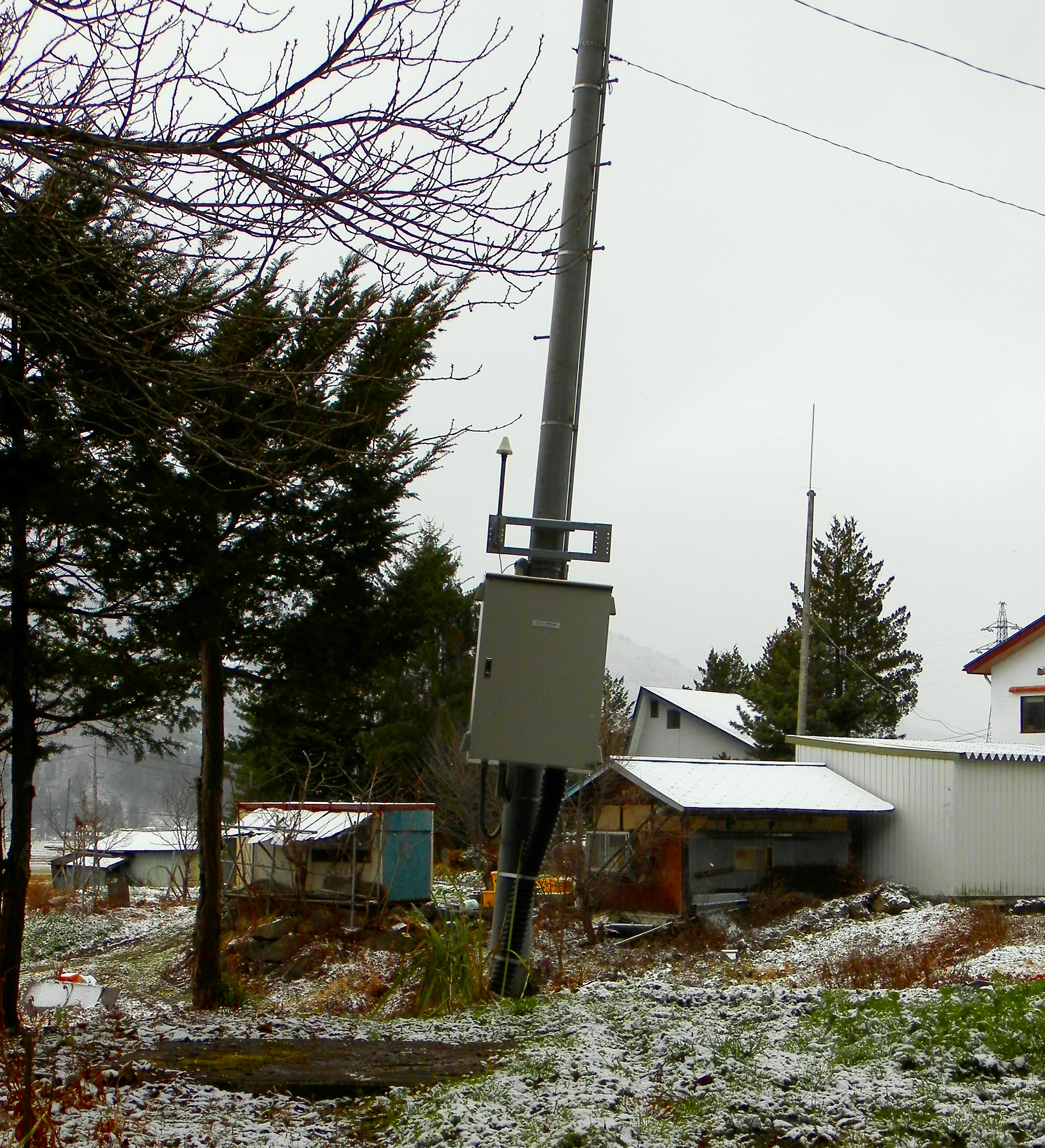
Наблюдательный пункт Хакубакамисиро

- Сейсмонаблюдения (в т.ч. и за микроземлетрясениями и медленными землетрясениями).
- Наблюдение за сильным движением грунта.
- Наблюдение за движением тектонических плит с помощью GPS.
- Наблюдение за зонами активных разломов.

Сейсмические станции были развёрнуты по следующим критериям:
- Развёртывание в пределах 20-километровой сетки с примерным расчётом около тысячи станций на всю страну.
- Избежание сопересечения с зоной сейсмических станций, оперируемых Японским метеорологическим агентством и университетами.
- По развёртывании должна производиться оценка возможностей мониторинга и в случае чего наблюдательное оборудование должно обновляться.

Они представляют собой скважины, в которых установлены сейсмоприёмники, и наблюдательных пунктов с оборудованием передачи данных и самописцами. Выбирается место с минимальным наземным шумовым загрязнением и на дно проделанной скважины (глубина от 100 метров) ставится короткопериодный трёхкомпонентный сейсмограф на частоте 1 герц и чувствительностью 200 В/м/с, установленных на пару с трёхкомпонентными акселерометрами сильного движения (ещё один подобный акселерометр ставится на поверхности). Собранные данные собираются в KiK-net. Сенсор на дне не заливается цементом и может быть вытащен и заменён в случае технических проблем. Глубина скважины выбирается в зависимости от толщины пород. Самая глубокая скважина — «Ивацуки» (яп. 岩槻) — находится в городе Сайтама, её глубина 3510 метров. Также ставится наклономер.
Данные о волновой активности передаются как в дата-центр Национального исследовательского института наук о Земле и предотвращения стихийных бедствий, так и в Японское метеорологическое агентство. Движение сейсмометров передаётся как слабый электросигнал на аналого-цифровой преобразователь в наблюдательный пункт по сигнальному кабелю и оцифровывается на скорости 1000 сэмплов в секунду. После децимации сигнала данные по сейсмоволнам переводятся в цифровой формат с частотой 100 герц и 27-битной разрядностью. Каждую секунду сегмент данных собирается в сетевой пакет и отправляется в центральный дата-центр в Цукубе, где с помощью GPS маркируется временными метками.